# Couthuin
Couthuin is een plaats en deelgemeente van de Belgische gemeente Héron.
Couthuin ligt in de provincie Luik en was tot 1 januari 1977 een zelfstandige gemeente.

## Demografische ontwikkeling
- Bronnen:NIS, Opm:1831 tot en met 1970=volkstellingen, 1976= inwoneraantal op 31 december

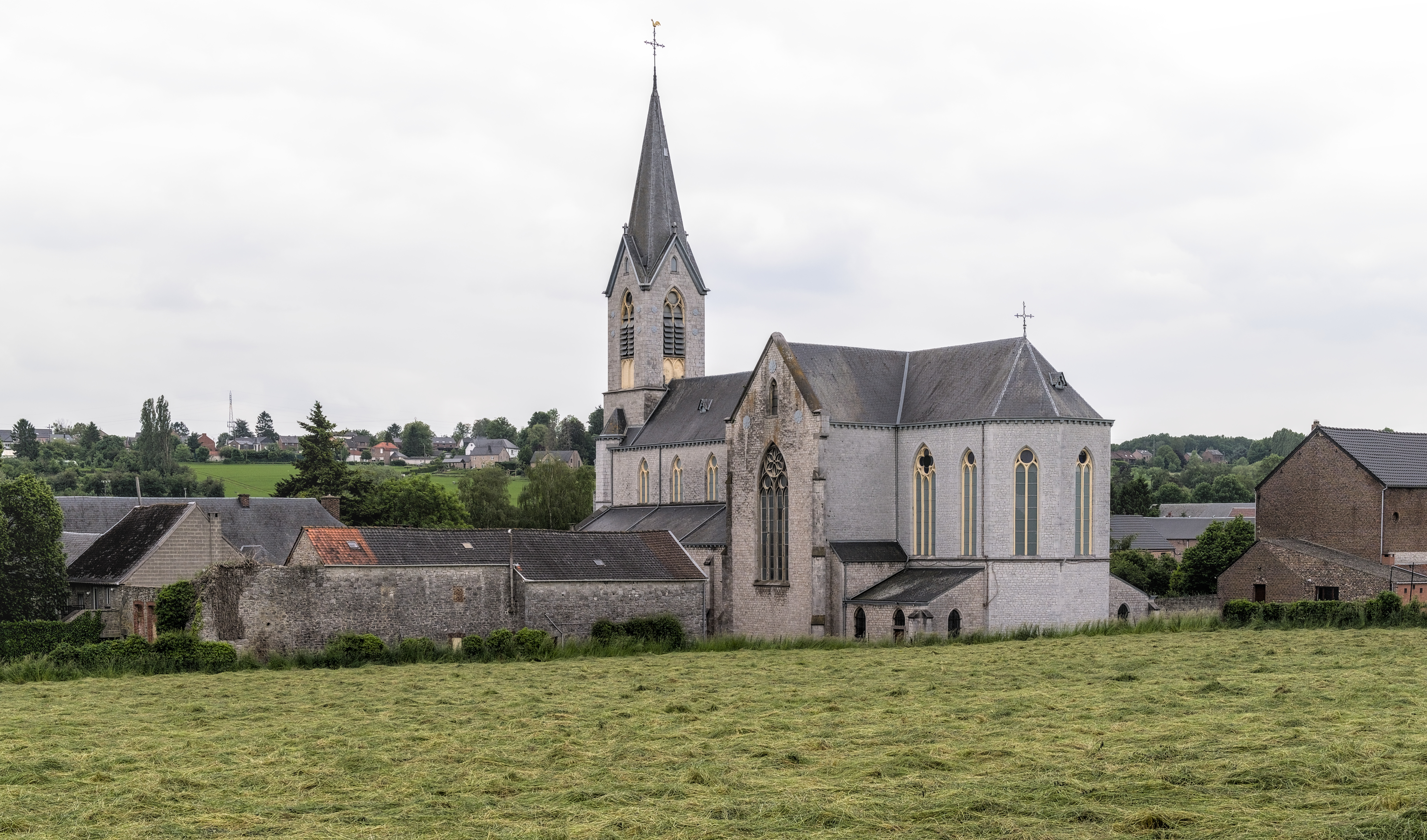
Kerk Notre-Dame de la Nativité
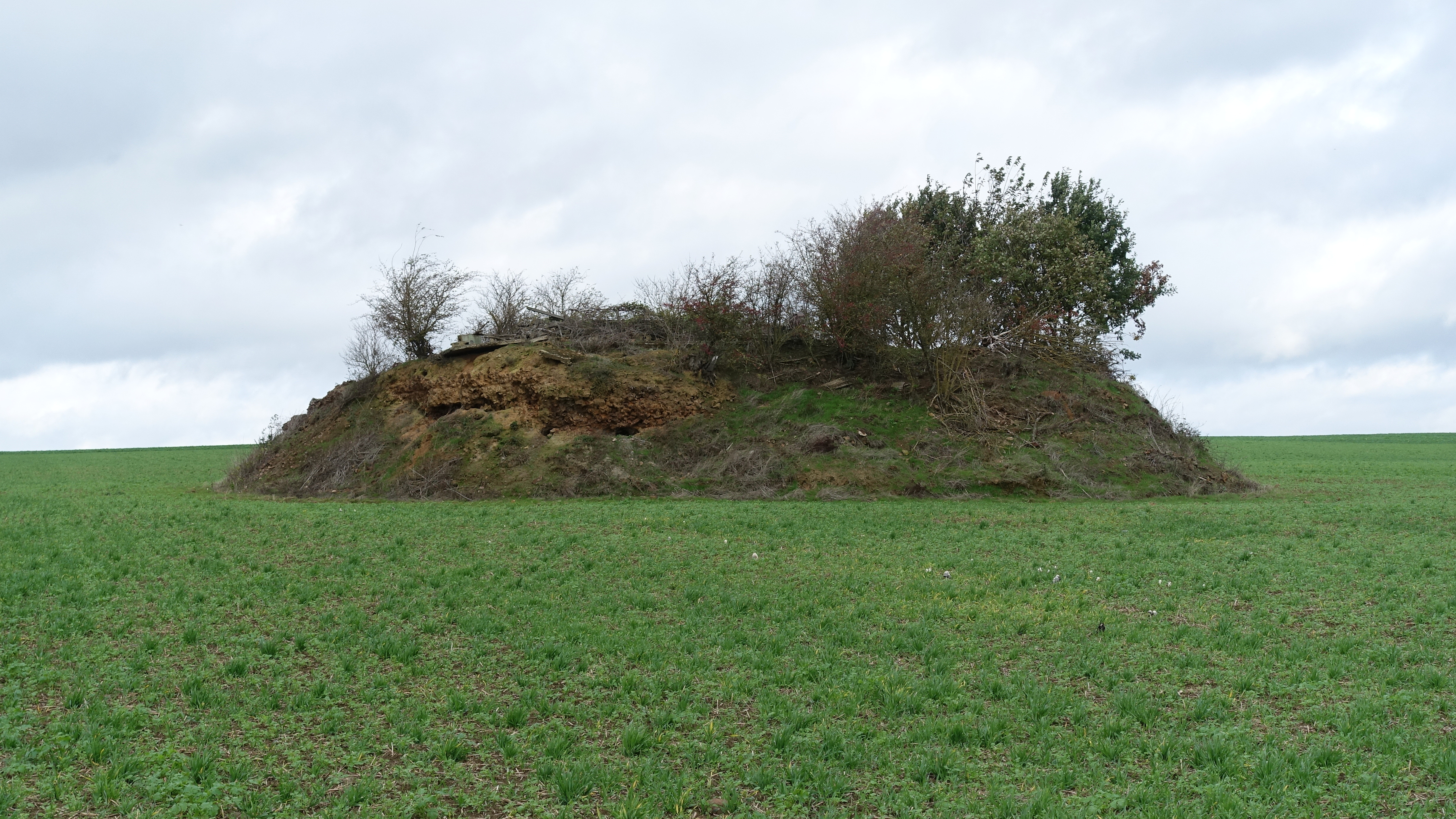
Terril van ijzermijn van Couthuin in de velden genaamd Fond de Jottée
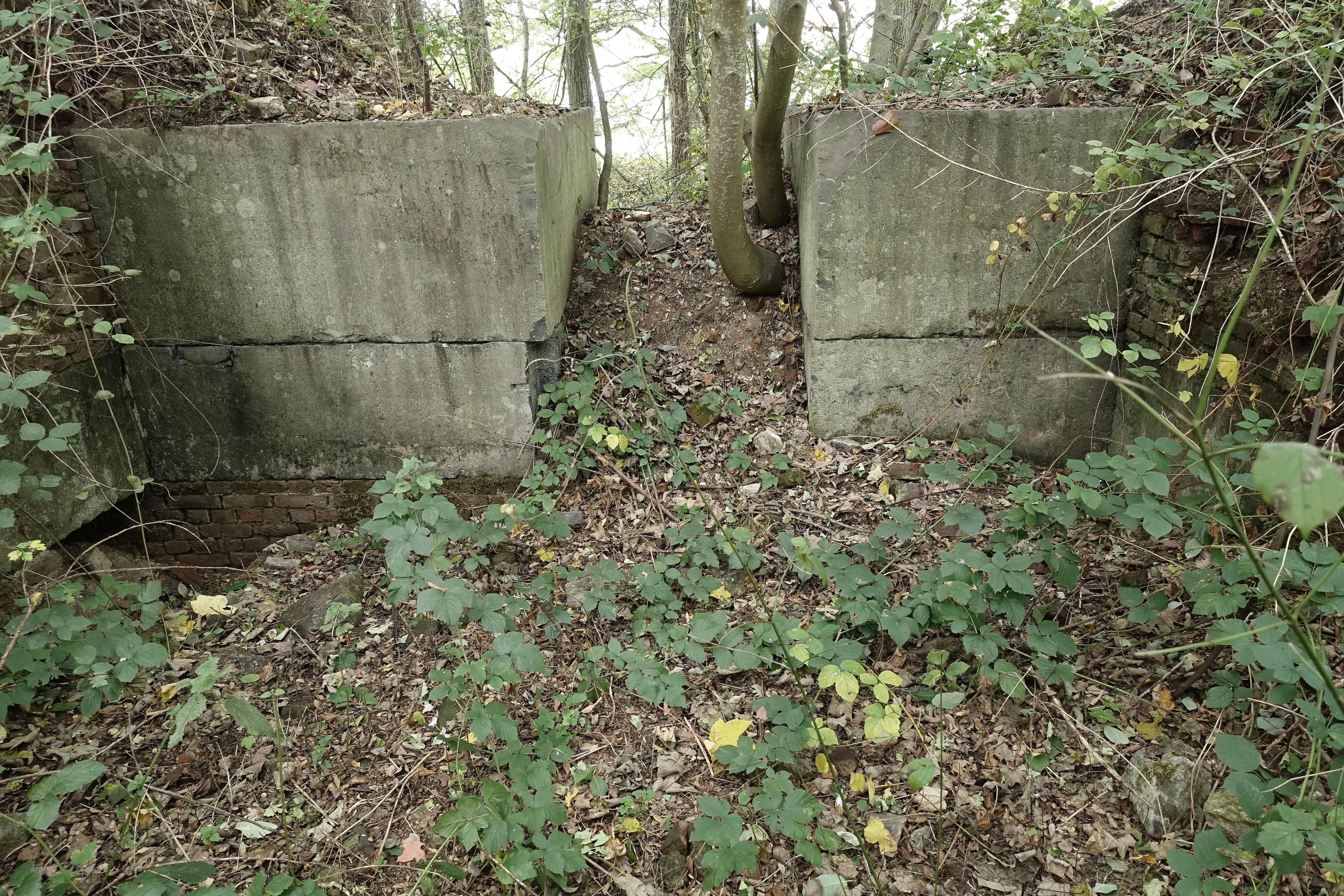
Vroegere mijn van Roua waar men lood en zink ontgon
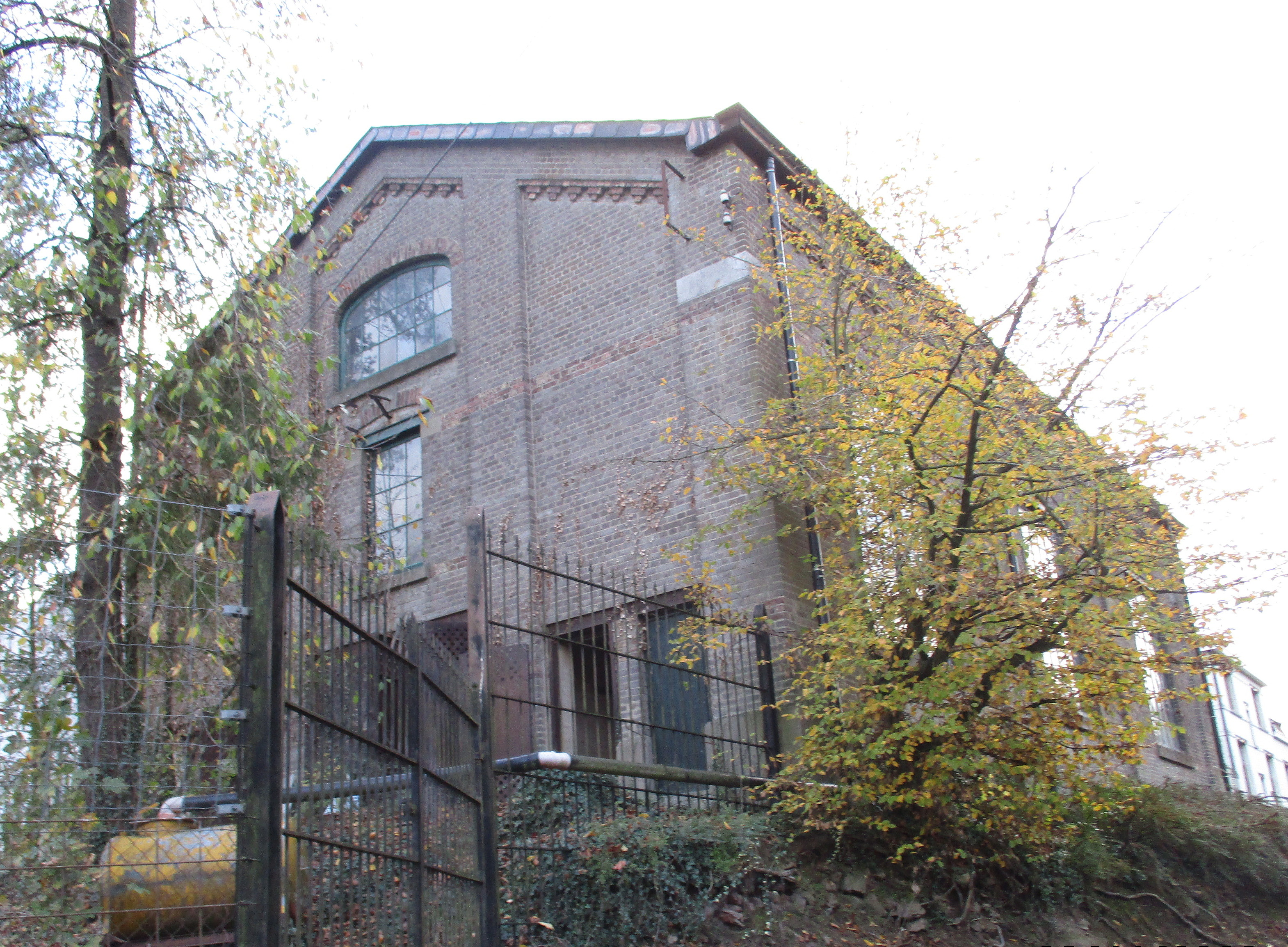
Oud industrieel gebouw in de Rue des Minieres